# Brometo de prata
O brometo de prata é um composto químico, cuja fórmula é  AgBr.
É amplamente utilizado no campo da fotografia devido a sua sensibilidade à luz.